# Ladislav Kubeš
Ladislav Kubeš senior (* 23. Februar 1924 in Borkovice, Südböhmen; † 28. August 1998 in Žíšov) war ein tschechischer Komponist, Arrangeur und Musiker.

## Leben
Kubeš wurde von seinem Vater Matěj Kubeš – selbst Flügelhornist und Kapellmeister – das Tenorhorn-, Posaune- und Tubaspielen beigebracht. Er studierte Posaune am Konservatorium Prag und spielte anschließend in verschiedenen Orchestern, wie im Theaterorchester in České Budějovice (Budweis) oder im Kurorchester in Mariánské Lázně (Marienbad) mit. 1952 übernahm er die Leitung der Blaskapelle Blaťácká dechovka (Blata-Blaskapelle) mit seinem Zwillingsbruder.
Seine ersten Kompositionen entstanden während seines Militärdienstes bei der Militärkapelle in Jindřichův Hradec (Neuhaus) unter der Leitung des Dirigenten und Komponisten Ferdinand Škrobák, wo er die Jihočeská polka (Südböhmische Polka) schrieb. Kubeš schrieb und bearbeitete über 400 Kompositionen. Viele Texte zu seinen Kompositionen stammten von den Schwestern Skovajsovy.
Eine große internationale und gesellschaftliche Anerkennung bekam Kubeš 1975, als er mit seiner Blaťácká dechovka (Blata-Blaskapelle) einen Empfang beim österreichischen Bundespräsidenten Rudolf Kirchschläger bekam. 1981 gründete sein Sohn Ladislav Kubeš jun, die Blaskapelle Veselka. Sein Vater betreute diese Kapelle des Öfteren und versorgte sie von Anfang an mit seinen Kompositionen. Diese gehören noch heute zur Grundlage ihres Repertoires.

## Werke (Auswahl)
- Až se budem brát (Polka) (Wenn ich heirate – Polka)
- Borkovická polka
- Boženka polka (Göttin – Polka)
- Bročanka polka (Brummerl – Polka)
- Dobré přátelství – polka (Gute Freundschaft – Polka)
- Dožínková polka (Ernte – Polka)
- Hradišťanka polka (Morgen Polka)
- Helenčin valčík (Kleine Helene – Walzer)
- Jako v pohádce – sousedská (Wie in einem Märchen – Ländler)
- Jihočeská polka (Südböhmische Polka)
- Jistebnická polka (Liserl Polka)
- Moje česká vlast – valčík (Meine Böhmische Heimat) (vom Dt. Verlag erschienen unter dem Titel: Ein schönes Fleckchen Erde)
- Na javorině – polka (Auf dem Ahornbaum – Polka)
- Netolická polka
- Od Tábora až k nám (Von Tábor zu uns)
- Posvícenská polka (Festpolka)
- Přerovanka polka (Lottchen Polka)
- Pro Moravanku (Polka) (Für eine mährische Frau – Polka)
- S plnou parou – kvapík (Mit Volldampf – Galopp)
- Ta naše lunžice – valčík (Im ruhigen Wald – Walzer)
- To je ta naše – sousedská (Unser Nachbar – Ländler)
- V naší zahradĕ – valčík (In unserem Garten – Walzer)
- V pošumavském kraji – valčík (Im Böhmerwald – Walzer)
- V tichém náječku – valčík (Vergißmeinnicht – Walzer)
- Víc už nic (Nichts mehr) (vom Originalverlag erschienen unter dem Titel: Ellwangen – Polka)
- Vzpomínka (Erinnerung)